# Vasilij Jur'evič Kosoj
Vasilij Jur'evič Kosoj (1421 – Mosca, 1448) è stato un principe russo.

## Biografia
Era figlio di Jurij Dmitrievič e di Anastasia di Smolensk. Suo nonno fu Demetrio di Russia, che istituì il passaggio ereditario della corona superando la legge secondo la quale il suo figlio primogenito Basilio I di Russia, dopo la sua morte, diventerà Gran Principe e in seconda linea il figlio più giovane di Donskoj, Jurij Dmitrievič. Dopo essere salito al potere, lo zio Basilio I cambiò questa legge in modo che i suoi figli divenissero eredi della corona, invece del padre di Kosoj. Questa decisione portò alle due guerre civili fra la vecchia e la giovane linea ereditaria di Dmitrij Donskoj.
All'inizio Jurij Dmitrievič accettò il governo della reggenza di Basilio II, ma quando il governatore divenne anziano, nel 1433 egli diede inizio alla rivolta.
Jurij Dmitrievič sconfisse le truppe di Basilio II e si autoproclamò Gran Principe di Mosca. Poco dopo questa vittoria, egli morì nel 1434 e Basilio Kosoj divenne Gran Principe. Il cambio di governo provocò la rivolta di Dmitrij Šemjaka che si rifiutò di accettare il governo del fratello.
Šemjaka unì le sue forze a quelle di Basilio II e sconfisse Basilio Kosoy, che scappò da Mosca nel 1435. La battaglia decisiva di questa guerra civile fu combattuta nel 1435 vicino al villaggio di Skorjatin, nella provincia di Rostov, dove Kosoy fu sconfitto, imprigionato e poco dopo accecato.
Alla morte fu sepolto nella Cattedrale dell'Arcangelo Michele di Mosca.